# نفحات اللاهوت في لعن الجبت والطاغوت (كتاب)
نفحات اللاهوت في لعن الجبت والطاغوت تأليف الفقيه الشيعي علي بن حسين بن علي بن محمد بن عبد العالي الكركي العاملي المعروف بين الشيعة بالمحقق الكركي يتكلم فيها عن موضوع البراءة من اعداء النبي محمد واهل بيته، كتبه في مدينة مشهد أيام الشاه إسماعيل الصفوي، وانتهى من تأليفه في ليلة الجمعة السادس عشر من شهر ذي الحجّة سنة 917 هـ، وجعله في مقدّمة وسبعة فصول وخاتمة.

## بعض نسخ الكتاب
1. النسخة الخطيّة المحفوظة في المكتبة المرعشيّة العامّة في مدينة قم المقدّسة، ضمن المجموعة المرقّمة 4593، والمذكورة في فهرس مخطوطات المكتبة 12: 162 . كتبها بخطّ النسخ سنة 1040 هـ محمّد سعيد بن محمّد صالح الكاشاني.
2. النسخة الخطيّة المحفوظة في المكتبة المرعشيّة العامّة في مدنية قم المقدّسة أيضاً، ضمن المجموعة المرقّمة 2560، والمذكورة في فهرس مخطوطات المكتبة. كتبها بخطّ النستعليق سنة 1026 هـ محمّد مؤمن بن عبد الرضا الموسوي الخطيب البقروئي اليزدي.
3. النسخة الخطيّة المحفوظة في مكتبة الفاضل الخوانساري في مدنية خوانسار، برقم 97، والمذكورة في فهرس مخطوطات المكتبة 1: 71. كتبت بخطّ النسخ في القرن العاشر الهجري.

## سبب التأليف
بعد ان ينقل الكركي تقديس اهل السنة لمن يعتبرهم هو من رموز الضلال قال : (رأيتُ أن أكتب رسالة موجزة أكشف فيها القناع عن ذلك، واُبيّن كفر هؤلاء وجواز لعنهم، بدلائل من كتاب الله وسنّة نبيّه (صلى الله عليه وآله)، ممّا نَقَلَه المخالفون في كتبهم وأثبتوه في مصنّفاتهم، ليتحقّق ذَووا العَمَه والعمى أنّ هناك دلائل قاطعة على هذا المدّعى لاعلى طريق الحصر والاستقصاء، فإنّ ذلك غير قابل للإحصاء، بل تَحَرَّيتُ بجهدي الاختصار والاقتصار كما تقتضيه كُدورات الأسفار والأخطار ).

## مباحث الكتاب وفصوله
- مبحث في معنى اللعن
- مبحث في كون اللعن عبادة بالنسبة إلى مستحقّيه
- مبحث فيما يستحقّ به المكلّف اللعن
- مبحث هل اللعن لمستحقّه واجب أم جائز؟
- مبحث في ردّ قول العامّة بعدالة الصحابة
- فصول :

1. فصل في الاستدلال بالقرآن الكريم على جواز اللعن
2. فصل في الاستدلال على جواز لعنهم بقوله: {إنّ الذين يؤذون الله ورسوله...}[2]
3. فصل في الاستدلال على جواز لعنهم بقوله: {إنّ الذين يكتمون ماأنزلنا من البينات والهدى...}[3]
4. فصل في الاستدلال على جواز لعنهم بقوله: {ياأيّها الذين آمنوا إذا لقيتم الذين كفروا زحفاً...}[4]
5. فصل في الاستدلال على جواز لعنهم بقوله: {ومن لم يحكم بما أنزل الله...}[5]
6. فصل في روايات من طرق أهل السنّة تتضّمن اللعن صريحاً أو تستلزمه.
7. فصل في روايات من طرق أهل البيت (عليه السلام) في جواز لعنهم .

- الخاتمة، وفيها بحثان:

1. في بيان حال عائشة.
2. في حصر أهل السنّة المذاهب في أربعة فقط.